# Alejandro Fabbri
Enrique Alejandro Fabbri (Buenos Aires, 28 de abril de 1956) es un periodista deportivo argentino especializado en fútbol, de larga trayectoria en los medios especialmente en la TV.

## Biografía
Estudió en el Colegio Marianista de Caballito y se recibió de Bachiller en 1973. Luego estudió en el Círculo de Periodistas Deportivos donde egresó en 1978. Ha sido docente de Taller Gráfico en DeporTEA entre 1990 y 2006, además de dar clases y seminarios en el posgrado de Periodismo Deportivo en la UBA y en el Instituto River Plate.

## Trayectoria laboral
Trabajó en muchas radios incluyendo las grandes como Continental, Del Plata y La Red, entre otras. También trabajó para la desaparecida Goles Match (1979-1982), Diario Clarín (1980-1982), La Voz (1982-1985), Radio Mitre, en el recordado Sport 80 en (1985-1986) y en Radio del Plata, en Equipo Diez (1986-1989). Escribió también para El Gráfico (1984-1994).
En 1989, Fabbri se incorporó a Torneos y Competencias. Se desempeña en TyC Sports desde que comenzó en el canal, el 3 de septiembre de 1994. conduciendo Lo Mejor Fútbol, Código F, y comentando partidos en directo y en diferido. 
En el 2002 la fusión de los programas Fútbol x 2 y ABC Diario quedó en el centro de la escena en Estudio Fútbol flanqueado por sus compañeros Román Iucht y Cristian Garófalo. Condujo hasta fines de 2013, con diversos acompañantes.

## Participación en la ficción
En 2002 apareció en un capítulo de la telenovela 099 Central, comentando Boca-Racing junto a Walter Nelson, cuando Tomás (Facundo Arana) y Lucas (Joaquín Furriel) estaban mirando el partido de fútbol grabado en VHS en las oficinas de la Brigada.

## Personalidad
Reconocido[¿por quién?] por ser uno de los pocos periodistas deportivos en no escatimar demostraciones de afecto al club de sus amores: el Club Atlético Platense, institución de la cual es socio e incluso fue elegido Secretario de Prensa entre 2010 y 2013.

## En TyC Sports
Conductor en TyC Sports de Frases Hechas y Estudio Fútbol (2002-2013). También comentó en TyC Sports, los partidos de la Primera División de Argentina y algunos partidos de la Selección Argentina, generalmente junto al relator Walter Nelson. Cubrió cuatro Copas del Mundo y también las consagraciones juveniles argentinas en Catar '95 y Malasia '97, además de la medalla dorada del fútbol conseguida en los Juegos Olímpicos de Beijing (China) durante 2008. Lleva ganados dos premios Martín Fierro a la Mejor Conducción en Programa Periodístico Deportivo y uno más en 2019 con el noticiero Sportia. Desde febrero de 2016 conduce y realiza el editorial principal de "Sportia", el noticiero deportivo de TyC Sports. Actualmente escribe en la página web "tycsports.com" y en la página deportiva del diario Perfil (442.perfil.com)
Desde julio de 2009 a fines de marzo de 2010, condujo de lunes a viernes por las mañanas, junto a Agustina Díaz, Visión Siete en Contexto, por la Televisión Pública. Desde mediados de 2010 participa del programa Uno Nunca Sabe en Radio AM 750, junto a Victoria Torres (lunes a viernes, de 14 a 17). También es columnista habitual en www.perfil.com. Desde el 2 de marzo de 2014 pasó a formar parte del equipo periodístico del programa Futbol Para Todos, en función de comentarista del principal partido de cada fecha en el fútbol argentino, hasta fines de 2016. Actualmente, además de trabajar en TyC Sports lo hace comentando fútbol en el grupo Relatores que se propala por diferentes radios del país y es conducido por Víctor Hugo Morales.

## Escritor
Hasta 2023, Fabbri ha publicado diez libros. Tres sobre la historia del fútbol argentino, El Nacimiento de una Pasión - Historia de los Clubes de Fútbol, publicado en noviembre de 2006 y modificado y reeditado en 2016, Historias Negras del Fútbol Argentino en abril de 2008 y su continuación Nuevas Historias Negras del Fútbol Argentino en septiembre de 2010. También como coautor con Juan José Panno hizo "Juegos de Fútbol" y varios años más tarde Los juegos del Fútbol, en 2008. En 2012, presentó El Nacimiento de una Pasión Continental, que cuenta la historia de los clubes que disputaron la Copa Libertadores de América. En 2014, lanzó Historias Secretas de los Mundiales, que relata episodios particulares acontecidos a lo largo de la historia de la Copa del Mundo.
En diciembre de 2019 lanzó Clásicos a través de LIBROFUTBOL.com y Editorial Planeta. En este libro describe la historia y las alternativas de más de 70 clásicos del fútbol argentino, contando detalles de enfrentamientos tradicionales y más modernos de todas las provincias. Su último libro, Nueva pasión copera, fue editado por LIBROFUTBOL.com en 2023. En él, Fabbri relata detalladamente las historias de los 233 equipos que participaron de la Copa Libertadores desde su primera edición 1960.